# المؤسسه السودانية للنفط
أنشئت المؤسسة السودانية للنفط بموجب قانون الثروة النفطية لعام 1998 كمؤسسة عامة لها شخصية إعتبارية مستقلة .والمقر الرئيسي للمؤسسة بالخرطوم ويجوزلها بموافقة وزير الطاقة والتعدين أن تنشئ فروعاً أو مكاتب داخل السودان وخارجه . وتخضع المؤسسة لإشراف وزير الطاقة والتعدين .

## أغراض المؤسسة وسلطاتها
في إطار الأهداف والخطط والسياسات التي يقررها مجلس شئون النفط يكون للمؤسسة الأغراض والسلطات الاتية :
( أ ) تنمية الثروة النفطية وحسن إستغلالها .
(ب‌) إدارة جميع العمليات النفطية في البلاد والرقابة والإشراف على تلك العمليات وتكون صاحبة الإمتياز الوحيد في جميع العمليات النفطية .
(ج ) مسئولية توفير إحتياجات البلاد من المواد النفطية المختلفة .
( د ) القيام داخل السودان وخارجة بعمليات الإستكشاف والبحث عــن النفط وإنتاجه وذلك بذاتها أو عن طريق الشركات المملوكة لها أو بالإشتراك مع الغير
(هـ) تكرير النفط وتصفيته .
( و ) تسويق المواد النفطية ومنتجاتها وتوزيعها .
( ز ) مد خطوط الأنابيب وإنشاء مستودعات التخزين والمنشآت النفطية الأخرى وتشغيلها وصيانتها .
( ح ) نقل النفط ومشتقاته وتسويقه داخل السودان وخارجه والقيام بجمـيع العمليات
اللازمة لتحقيق هذا الغرض.
( ط) وضع مواصفات المنتجات النفطية ومراجعتها وإعتمادها ومراقبة جودتها .
( ي ) إتباع أفضل الطرق للمحافظة على الثروة النفطية .
(ك ) الرقابة على جميع العمليات النفطية والأشخاص القائمين على تلك العمليات .
( ل ) وضع البرامج اللازمة لتدريب الكوادر وتأهيلها لتنفيذ العمل في صناعة النفط والعمليات النفطية بذاتها أو بالإشتراك مع أي جهة أخرى ذات إختصاص .
( م ) إنشاء وإمتلاك المواني النفطية وتشغيلها وصيانتها لإستعمالها لأغراض المواد النفطية وذلك بالتنسيق والإتفاق مع الجهات ذات الإختصاص .
( ن ) إجراء البحوث والدراسات لجميع العمليات النفطية .
( س) تشييد العقارات والمصانع والمنشآت اللازمة للقيام بمهامها وتملكها وإستثمارها.
( ع ) إقتراض الأموال من أي جهة داخل السودان وخارجه أو إقراضها للقيام بأعمالها وتمويل مشاريعها وذلك طبقا للشروط التي يضعها الوزير بالتشاور مع بنك السودان ويوافق عليها مجلس شئون النفط .
(ف ) تأسيس شركات تابعة لها وتملك الأسهم في أي شركة قائمة .
(ص) إبرام العقود أو الدخول في أي التزامات داخل السودان وخارجة وذلك للقيام بأعمالها .
(ق ) إبرام إتفاقيات النفط ومنح رخص الإستكشاف وفق السياسات التي يجيزها مجلس شئون النفط وتكون مسئولة عن متابعة تنفيذها .

## الرؤيــا
إستغلال ثروات باطن الأرض ومصادر الطاقة بأعلى كفاءة وأقل تكلفة في إطار بيئة نظيفة وتنمية متوازنة .

## الرسـالة
إستكشاف وإنتاج وتطوير الثروات النفطية بأحدث التقنيات العلمية والمعرفية وفي ظل المعايير العالمية للمواصفات والجودة والبيئة مع بناء القدرات الوطنية وتأهيلها للوصول لمستويات الخبرة العالمية .